# Arcade (Duncan Laurence-dal)
Az Arcade (magyarul: Árkád) Duncan Laurence holland énekes dala, mellyel Hollandiát képviselve megnyerte a 2019-es Eurovíziós Dalfesztivált Tel-Avivban. Az előadót a holland közszolgálati műsorsugárzó választotta ki és kérte fel a szereplésre.

## Eurovíziós Dalfesztivál
2019. január 21-én az AVROTROS bejelentette, hogy az énekest választották ki, hogy képviselje Hollandiát a következő Eurovíziós Dalfesztiválon. A versenydalt és a hozzá készült videóklipet 2019. március 7-én ütemezett premierben mutatták be a dalfesztivál YouTube-csatornáján. A dal megjelenése után számított második naptól vezette a fogadóirodák listáját, mint legesélyesebb a végső győzelemre.
A dalt először a május 16-án rendezett második elődöntőben adta elő fellépési sorrendben tizenhatodikként, a Norvégiát képviselő KEiiNO együttes Spirit in the Sky című dala után és az Észak-Macedóniát képviselő Tamara Todevska Proud című dala előtt. A dal első helyezettként továbbjutott az elődöntőből a május 18-i döntőbe, ahol fellépési sorrendben tizenkettedikként lépett fel, a Ciprust képviselő Tamta Replay című dala után és a Görögországot képviselő Katerine Duska Better Love című dala előtt. A szavazás során a zsűri szavazáson összesítésben harmadik helyen végzett 237 ponttal (Franciaországtól, Izraeltől, Lettországtól, Litvániától, Portugáliától és Svédországtól maximális pontot kapott), míg a nézői szavazáson második helyen végezett 261 ponttal (Belgiumtól és Romániától maximális pontot kapott), így összesítve 498 ponttal megnyerte a versenyt és megszerezte Hollandia ötödik eurovíziós győzelmét, egyben a 2020-as Eurovíziós Dalfesztivál rendezési jogát is elnyerte. Érdekesség, hogy 44 évvel korábban aratta legutóbbi győzelmét Hollandia. A COVID–19-koronavírus-világjárvány miatt 2020-ban nem tudtak megrendezni a versenyt, így egy évvel később, 2021-ben adtak otthont a dalfesztiválnak.
A következő holland induló Jeangu Macrooy volt a Birth of a New Age című dalával a hazai rendezésű 2021-es Eurovíziós Dalfesztiválon, Rotterdamban.
A következő győztes az Olaszországot képviselő Måneskin Zitti e buoni című dala volt.

### Kapott pontok
Második elődöntő
| Szavazat | Össz | Szavazó országok | Szavazó országok | Szavazó országok | Szavazó országok | Szavazó országok | Szavazó országok | Szavazó országok | Szavazó országok | Szavazó országok | Szavazó országok | Szavazó országok | Szavazó országok | Szavazó országok | Szavazó országok | Szavazó országok | Szavazó országok | Szavazó országok | Szavazó országok | Szavazó országok | Szavazó országok   |
| Szavazat | Össz | Örményország     | Írország         | Moldova          | Svájc            | Lettország       | Románia          | Dánia            | Svédország       | Ausztria         | Horvátország     | Málta            | Litvánia         | Oroszország      | Albánia          | Norvégia         | Észak-Macedónia  | Azerbajdzsán     | Németország      | Olaszország      | Egyesült Királyság |
| -------- | ---- | ---------------- | ---------------- | ---------------- | ---------------- | ---------------- | ---------------- | ---------------- | ---------------- | ---------------- | ---------------- | ---------------- | ---------------- | ---------------- | ---------------- | ---------------- | ---------------- | ---------------- | ---------------- | ---------------- | ------------------ |
| Nézők    | 140  | 10               | 8                | 7                | 6                | 7                | 6                | 8                | 5                | 6                | 7                | 10               | 6                | 7                | 10               | 5                | 8                | 8                | 8                | 3                | 5                  |
| Zsűri    | 140  | 4                | 8                |                  | 12               | 8                | 8                | 7                | 10               | 10               | 8                | 12               | 12               | 1                | 4                | 10               | 6                | 4                | 10               | 4                | 2                  |

Döntő
| Szavazat | Össz | Szavazó országok | Szavazó országok | Szavazó országok | Szavazó országok | Szavazó országok | Szavazó országok | Szavazó országok | Szavazó országok | Szavazó országok | Szavazó országok | Szavazó országok | Szavazó országok   | Szavazó országok | Szavazó országok | Szavazó országok | Szavazó országok | Szavazó országok | Szavazó országok | Szavazó országok | Szavazó országok | Szavazó országok | Szavazó országok | Szavazó országok | Szavazó országok | Szavazó országok | Szavazó országok | Szavazó országok | Szavazó országok | Szavazó országok | Szavazó országok | Szavazó országok | Szavazó országok | Szavazó országok | Szavazó országok | Szavazó országok | Szavazó országok | Szavazó országok | Szavazó országok | Szavazó országok | Szavazó országok |
| Szavazat | Össz | Portugália       | Azerbajdzsán     | Málta            | Észak-Macedónia  | San Marino       | Montenegró       | Észtország       | Lengyelország    | Norvégia         | Spanyolország    | Ausztria         | Egyesült Királyság | Olaszország      | Albánia          | Magyarország     | Moldova          | Írország         | Fehéroroszország | Örményország     | Románia          | Ciprus           | Ausztrália       | Oroszország      | Németország      | Belgium          | Svédország       | Horvátország     | Litvánia         | Szerbia          | Izland           | Grúzia           | Görögország      | Lettország       | Csehország       | Dánia            | Franciaország    | Finnország       | Svájc            | Szlovénia        | Izrael           |
| -------- | ---- | ---------------- | ---------------- | ---------------- | ---------------- | ---------------- | ---------------- | ---------------- | ---------------- | ---------------- | ---------------- | ---------------- | ------------------ | ---------------- | ---------------- | ---------------- | ---------------- | ---------------- | ---------------- | ---------------- | ---------------- | ---------------- | ---------------- | ---------------- | ---------------- | ---------------- | ---------------- | ---------------- | ---------------- | ---------------- | ---------------- | ---------------- | ---------------- | ---------------- | ---------------- | ---------------- | ---------------- | ---------------- | ---------------- | ---------------- | ---------------- |
| Nézők    | 261  | 8                | 7                | 10               | 7                | 6                | 1                | 8                | 10               | 8                | 8                | 7                | 4                  | 5                | 7                | 8                | 6                | 8                | 10               | 10               | 12               | 6                | 6                | 5                | 7                | 12               | 6                | 4                | 7                | 3                | 5                | 5                | 6                | 5                | 4                | 7                | 5                | 5                | 6                | 5                | 2                |
| Zsűri    | 237  | 12               |                  | 7                | 7                | 3                |                  | 7                |                  | 7                | 8                | 8                | 6                  |                  |                  | 1                | 3                | 8                | 6                | 6                | 5                | 5                | 6                |                  | 8                | 6                | 12               | 6                | 12               |                  | 7                | 8                |                  | 12               | 6                | 7                | 12               | 8                | 10               | 6                | 12               |

### Díjak
A sajtódíj kategóriában elnyerte a Marcel Bezençon-díjat. Emellett az ESC Radio-nál ő lett a legjobb dal kategória győztese.

## Galéria

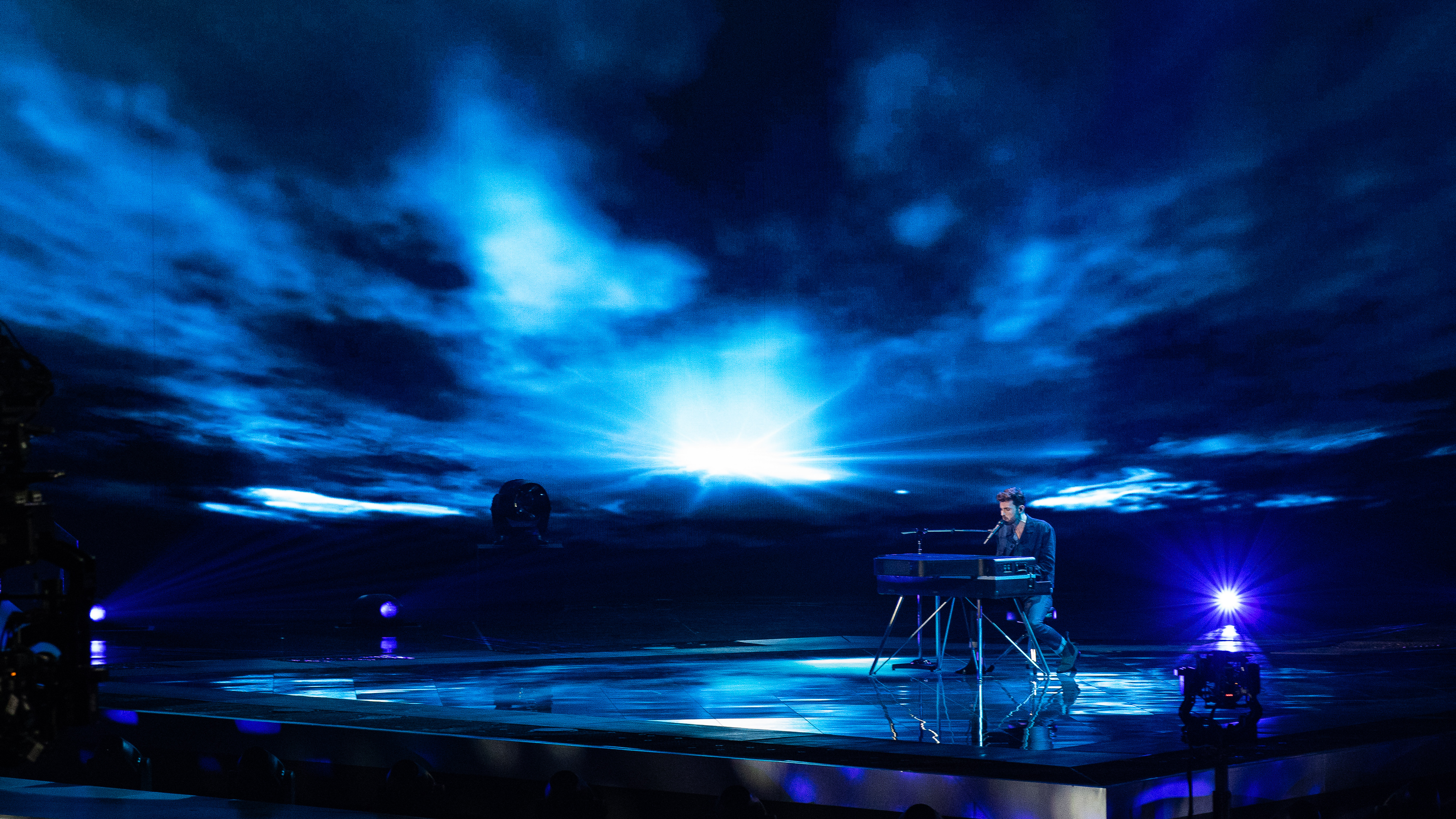
A második elődöntő főpróbáján
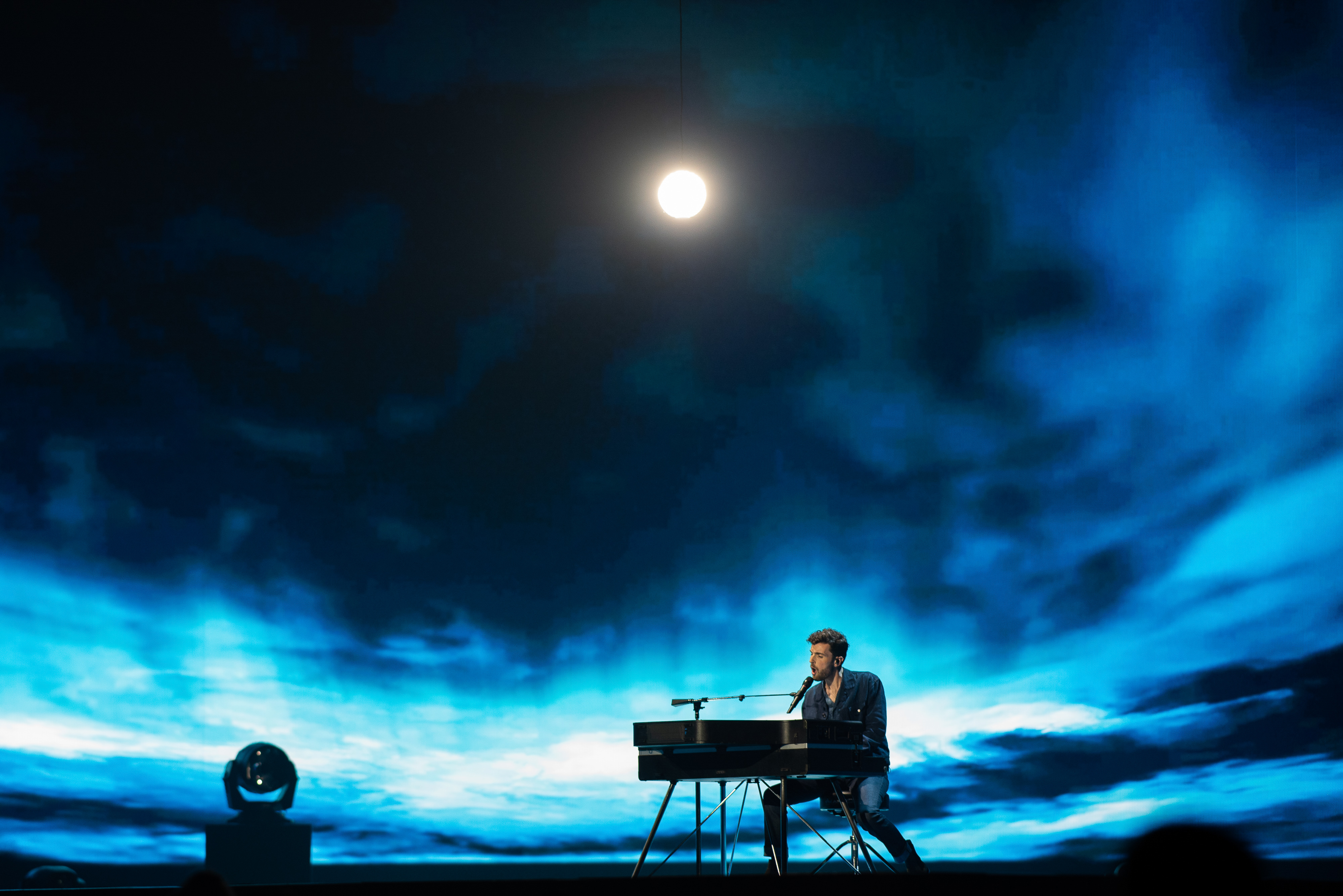
Az döntő főpróbáján
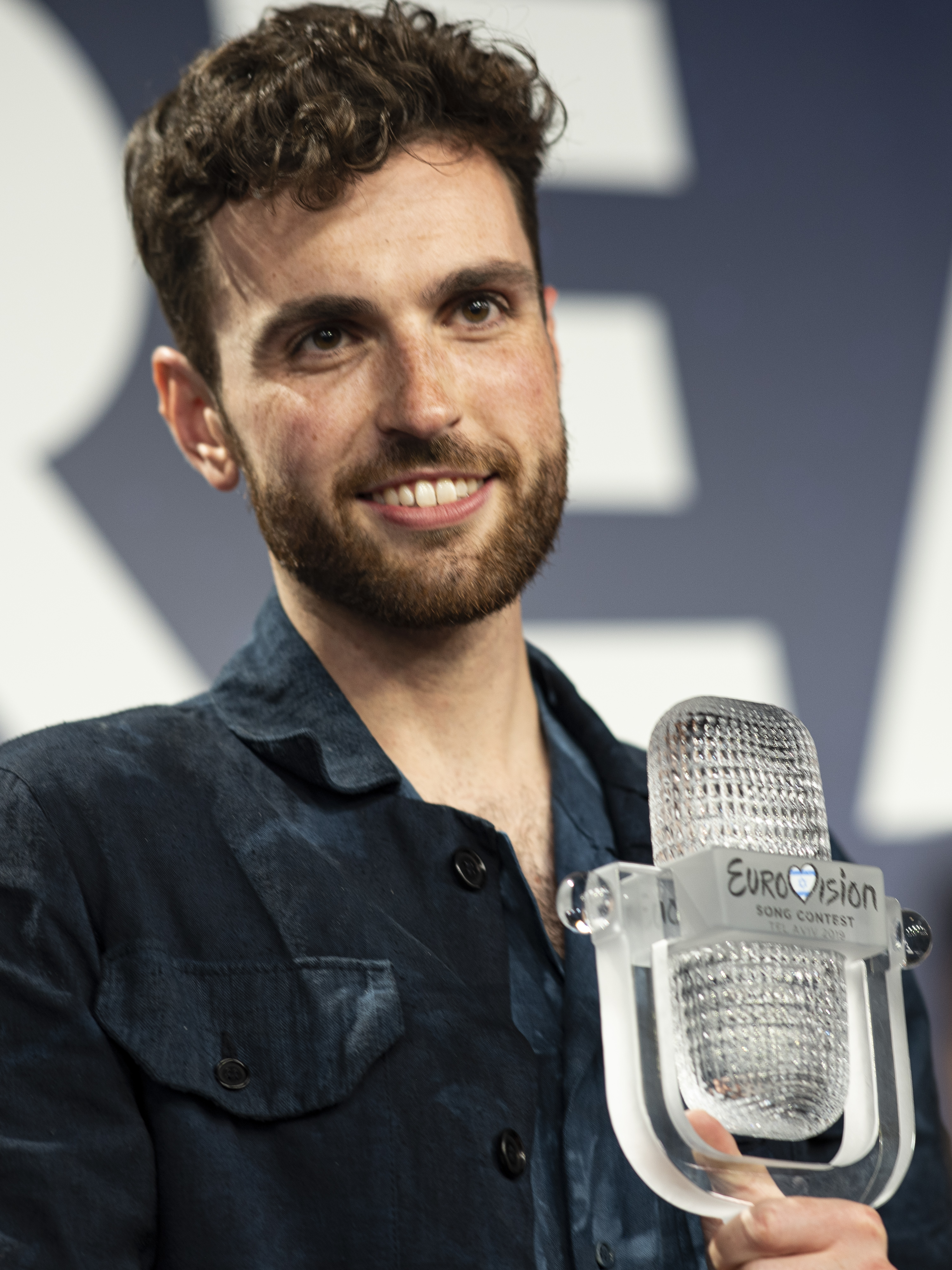
A döntő utáni sajtótájékoztatón